# Buenavista (Mérida)
Buenavista fue una pequeña localidad del municipio de Mérida, situada en la ciudad de Mérida, capital del estado de Yucatán en México, actualmente conurbada con la misma.

## Hechos históricos
La localidad quedó conurbada con la ciudad de Mérida y el casco de la hacienda fue demolido en 2013.

## Demografía
Según el censo de 1960, la población de la localidad era de 17 habitantes, de los cuales 8 eran hombres y 9 eran mujeres.
| 52                          | 56 | 33 | 22 | 15 | 22 | 17 |
| (Fuente: INEGI [Consultar]) |    |    |    |    |    |    |

## Galería

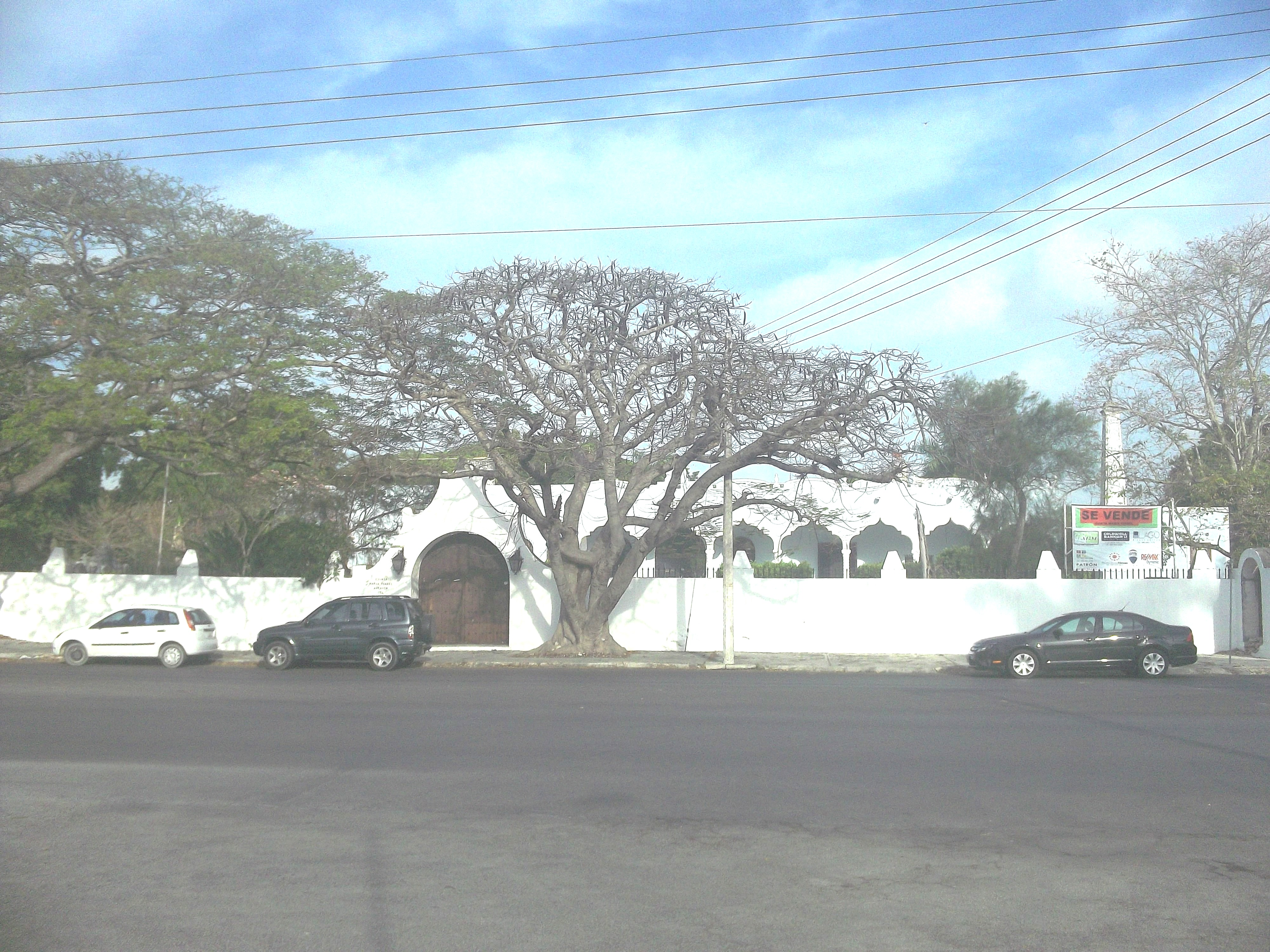
Quinta María Isabel.